# لورنس وادل
لورنس وادل یا لورنس وادال (انگلیسی: Laurence Waddell; ۲۹ مهٔ ۱۸۵۴ – ۱۹ سپتامبر ۱۹۳۸) گردشگر و تاریخ‌شناس اهل بریتانیا بود.
لورنس وادل که به عنوان یک باستان‌شناس و محقق شناخته شده‌است، زبان سومری را مطالعه کرد و شواهدی ارائه کرد مبنی بر اینکه یک مهاجرت آریایی به دلیل فرار از سارگون دوم اسناد سومری را به هند منتقل کرده‌است. او مطالعات تطبیقی خود را در مورد فهرست‌های پادشاهان سومری و هندی قطع کرد تا اثری دربارهٔ ریشه‌های فنیقی و رمزگشایی مهرهای دره سند منتشر کند، کتیبه‌هایی که به ادعای او شبیه نشانه‌های پیکتوگرام سومری است.